# Авраамий (Подлесов)
Авраамий (в миру Андрей Подлесов; 2-я пол. XVI в. — 1646) — царский дьяк, келарь Троице-Сергиева монастыря.

## Биография
Андрей Подлесов родился во второй половине XVI века. При Василии IV Шуйском служил старым дьяком. В междуцарствие был соратником князя Дмитрия Пожарского, воеводой в его дружинах и оставлен помощником воеводы князя Гагарина в Костроме по ненадежности этого лица. Воевода в Казани (1615-1617). При царе Михаиле Фёдоровиче был в церемонии обеих его свадеб (в 1624 и 1626 годах). С 1627 года служил царским дьяком. Воевода в Астрахани (1629-1630).
В 1633 году постригся в монахи. В 1641 году был прислан Алексеем Михайловичем в Троице-Сергиев монастырь, чтобы занять должность келаря.
В 1645 году был представителем монастыря на короновании царя вместе с казначеем Симоном (Азарьиным).
Скончался в преклонном возрасте приняв схиму. Похоронен в Троице-Сергиевом монастыре.
Дочь — Дарья (вышла замуж за стольника Степана Васильевича Телепнева).
Вотчина в стане Малый Рог Владимирского уезда Замосковного края Московского царства: сельцо Белавки; деревня Лопырева; деревня, позже пустошь Игрища; село, позже пустошь Крапивна; Пашкина; Стоянцово (Стояново тож).